# 卒本
卒本位於今日中华人民共和国的吉林省，是高句麗建國的根本地區，古称紇升骨城（今辽宁省桓仁满族自治县境内的五女山城）。卒本包括以下幾個地區：
- 桂婁部 (又名黃部、內部)，是高句麗王族。
- 沸流部 (又名消奴部)，是以前沸流國王松讓領那一部。
- 椽那部 (又名絶奴部)，由北扶餘遺民與曷思構成。
- 桓那部 (又名順奴部)，由濊系民族組成。
- 貫那部 (又名灌奴部)，由蓋馬、句荼組成。

高句丽开国君主朱蒙自東夫餘避祸南逃，于公元前37年在卒本川建国称王。前34年，筑纥升骨城（卒本城），作为王都。纥升骨城，学术界大都认为高句骊在此定都历时40年以上。
公元3年，高句丽迁都国内城。

## 外部連結
- 紇升骨城遺址照片 （页面存档备份，存于）